# Costa di Gould
La costa di Gould (centrata alle coordinate 84°30′S 150°00′W) è una porzione della costa della Dipendenza di Ross, in Antartide. In particolare, la costa di Gould si estende tra l'estremità settentrionale del flusso di ghiaccio Whillans (83°30′S 153°00′W), a nord, e il versante occidentale del ghiacciaio Scott (85°45′S 153°00′W), a sud, e confina a nord con la costa di Siple e a sud-ovest con la costa di Amundsen. La costa di Gould è di fatto la parte meridionale della costa antartica che fiancheggia la parte orientale della barriera di Ross, la quale si estende, appunto, davanti a tutta la lunghezza della costa di Gould.

## Storia
La costa di Gould fu battezzata con il suo attuale nome nel 1961 da parte del Comitato neozelandese per i toponimi antartici in onore di Laurence M. Gould, geologo ed esploratore statunitense, che fu secondo in comando durante la prima spedizione antartica del contrammiraglio Richard Evelyn Byrd tra il 1928 e il 1930. Gould fu a capo del reparto geologico che, nel 1929, mappò gli oltre 300 km di lunghezza di questa costa. Mentre era presidente del Carleton College di Northfield, in Minnesota, fu nominato direttore del comitato nazionale statunitense per l'Anno geofisico internazionale ed ebbe una parte importante nella stesura del programma di ricerca antartica degli Stati Uniti d'America.